# Соловей Адам Андрійович
Адам Андрійович Соловій (1868 — ?) — селянський депутат Державної думи Російської імперії II скликання від Подільської губернії.

## Біографія

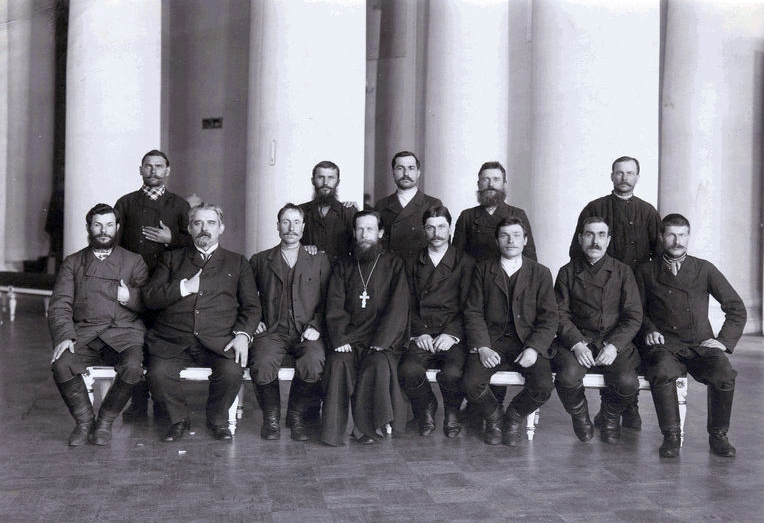
Депутати Державної думи II скликання від Подільської губернії. Стоять: Соловей А.А., Невідомий-1, Невідомий-2, Мороз П.С., Туперко С.Т. ; сидять: Семенов А.І., Лісовський В.К., Дидурик А.І., Гриневич А.І., Рогожа П.М., Матвіїв С.К., Зубченко П.С., Дубоніс Ф.Ф.

Швидше за все, поляк, римо-католицького віросповідання, селянин села Райківці Проскурівського повіту .
Початкову освіту здобув удома, малограмотний. Займався землеробством (мав 3 десятини).
У лютому 1907 року був обраний II Державну думу від Подільської губернії. Входив до Трудової групи та фракції Селянського союзу, а також до Української громади. Доля після розпуску II Думи невідома.